# Дворцовая пристань
Дворцовая пристань — парадный спуск к Большой Неве в Санкт-Петербурге, созданный по проекту архитектора Карла Росси в первой четверти XIX века и декорированный статуями львов.
Находится в непосредственной близости к Адмиралтейству, Дворцовому мосту и Зимнему дворцу.
Используется в качестве причала прогулочных судов.

## Описание
По состоянию на 2008 год пристань используется как причал прогулочных катеров, в 2004 году использовалась как остановка водного автобуса.
С начала XX века к пристани был пришвартован плавучий ресторан, и этот развлекательный комплекс у памятников архитектуры имел своих противников (по состоянию на 2021 г. ресторана нет).
Пристань представляет собой широкий гранитный лестничный спуск к Большой Неве.
Она состоит из двух маршей по восемь ступеней, марши разделены между собой небольшой гранитной площадкой.
Эта площадка по краям имеет два выступа, выходящих к реке.
За этими выступами со стороны берега находятся гранитные пьедесталы львов.
Монотонность вертикального параллелепипеда пьедестала разделена неширокими выступами.
Сам лестничный спуск с боков ограничен парапетом набережных.
| И. Пранг по модели скульптора И. П. Прокофьева Статуи львов Дворцовой пристани . 1832 год Флорентийские львы Листовая медь , Чеканка Музей городской скульптуры , Дворцовая пристань Медиафайлы на Викискладе |  |
| |  |
| И. Пранг по модели скульптора И. П. Прокофьева |  |
| Статуи львов Дворцовой пристани. 1832 год |  |
| Флорентийские львы |  |
| Листовая медь, Чеканка |  |
| Музей городской скульптуры, Дворцовая пристань |  |
| Медиафайлы на Викискладе |  |

Львы стоят на чугунных постаментах, повернув друг к другу тяжёлые лобастые головы.
Грозные морды животных своеобразны и выразительны — львы изображены с полураскрытой оскаленной пастью и страшными клыками.
На силу и ловкость хищника указывают широкая грудь, могучие лапы и стройное мускулистое тело с подтянутым животом говорят.
Львы опираются на шар передней лапой с выпущенными изогнутыми когтями.
Льва называют «Царём зверей». Традиционный символ мощи, воплощающий силу солнца и огня. 

В египетской мифологии — символ божественной власти и царского достоинства, у ассирийцев и греков львы считались спутниками богинь, в раннехристианском искусстве лев поочередно символизировал святого Марка, святого Иеронима и даже самого Христа — как «льва от колена Иудина».

### Неофициальные названия
В начале XXI века используются различные названия пристани.
Это отчасти объясняется тем, что пристань отделена от Зимнего дворца транспортным потоком, движущимся через Дворцовый мост.
Неофициальные названия объекта часто повторяют названия других пристаней, и к ним добавляют уточняющее «на Адмиралтейской набережной». Пристань называют «Дворцовый спуск», «Пристань со львами» или «Спуск со львами», «Адмиралтейская пристань», Адмиралтейский спуск.

## История строительства
Исторически между флигелями Адмиралтейства до постройки набережной находилась Адмиралтейская пристань.
Первые идеи оформления спуска к Неве у Зимнего дворца в продолжение Дворцового проезда к Неве ещё до засыпки Адмиралтейского рва (1817 год).
Первым сохранившимся прочтением пристани стала работа архитектора Л. Руска, созданная ещё до засыпки Адмиралтейского рва как часть проекта набережной между зданием Адмиралтейства и Зимним дворцом.
Она представляла собой красивую пристань-лестницу, которая была украшена четырьмя скульптурными композициями.
Они представляли собой аллегорические женские фигуры на круглых пьедесталах, с лежащими каменными львами, обращенными в сторону дворца.
Другой проект сохранился в отделе эстампов Государственной Публичной библиотеки имени М. Е. Салтыкова-Щедрина.
Он представляет собой рисунок неизвестного художника, изображающий пристань с двумя парами лежащих львов.

### Кони Марли
Следующее предложение исходило от известного скульптора В. И. Демут-Малиновского.
Он создал модель «Конь с водничим», которая не получила одобрения и была отклонена.
Но на её базе возникла новая идея — украсить пристань конными группами наподобие скульптурной группы «Кони Марли», которая находится в Париже при въезде на Елисейские поля. Скульптурные композиции изображали исполинских бешеных коней, со свирепым взглядом и оскалом зубов и развевающейся гривой.
Кони влекут за собой водничих, кажущихся в сравнении с животными малорослыми.
Скульптурные группы были созданы в 1745 году скульптором Гийомом Кусту.
От имени Петербургской Академии художеств был отправлен запрос о возможности получения малых моделей коней Марли.
На первый запрос не было реакции и в 1827 году во Францию был отправлен повторный запрос.
В ответ К. П. Брюллов в феврале 1828 года присылает из Парижа в Академию художеств небольшой рисунок одной из конных групп.
В начале марта в Санкт-Петербург поступают малые бронзовые копии обеих групп, а 5 октября прибыли алебастровые для создания по ним больших моделей.
Комиссия, запросив расходы на отливку композиций в металле, оценила стоимость 32 тысячи рублей за группу непомерно дорогой.
Модели коней Марли изготовлены не были, начались поиски более доступного варианта.
| П. К. Клодт Статуи укротителей коней Аничкова моста . 1832 год Модель изначально была создана для Дворцовой пристани Бронза , Литьё Музей городской скульптуры , Аничков мост ( Санкт-Петербург ) Медиафайлы на Викискладе |  |
| |  |
| П. К. Клодт |  |
| Статуи укротителей коней Аничкова моста. 1832 год |  |
| Модель изначально была создана для Дворцовой пристани |  |
| Бронза, Литьё |  |
| Музей городской скульптуры, Аничков мост (Санкт-Петербург) |  |
| Медиафайлы на Викискладе |  |

### Статуи диоскуров
В проекте пристани архитектор хотел установить нижним ярусом статуи львов и верхним — статуи диоскуров работы П. К. Клодта.
Скульптор получил правительственный заказ на выполнение двух скульптурных групп для украшения пристаней Адмиралтейской набережной в конце 1832 — начале 1833 года.
Летом 1833 года скульптор изготовил модели для проекта, и в августе того же года модели были утверждены императором и доставлены для обсуждения в Академию художеств.
Члены академического совета выразили полное удовлетворение работой скульптора и было решено выполнить обе первые группы в полном размере.
После этого успеха в работе над этим проектом наступила вынужденная пауза, обусловленная тем, что Клодт завершал работу над скульптурной композицией Нарвских ворот.
Этот перерыв закончился в середине 1830-х, и работа над проектом была продолжена.
Император Николай I, курировавший проект пристани, не одобрил сочетание львов и лошадей.
Вместо Диоскуров на пристани были установлены вазы, а диоскуры были установлены на Аничковом мосту.

### Окончательный выбор
Дворцовая пристань была построена в 1820-1824 годах. Она находилась в месте выхода Дворцового проезда к Неве.
Сейчас на этом месте расположен въезд на Дворцовый мост.
Пристань была построена по чертежам архитектора Карла Росси в рамках проекта по благоустройству территории у Зимнего дворца после строительства арки Главного штаба.
Курировал работы сам император Николай I
Строил пристань инженер А. Д. Готман.
Одновременно с этими работами был построен Петровский спуск у западного павильона Главного Адмиралтейства.
Предложенные Росси статуи львов являются точной копией флорентийских львов.
Моделями для литья являлись гипсовые слепки с оригинала, которые хранятся в Академии Художеств.
Такие же львы были установлены Карлом Росси у Михайловского дворца.
После того, как все детали пристани были утверждены, в строительстве пристани наступила пауза, которая до сих пор не объяснена историками.
С 1828 по 1832 год в деле строительства пристани не было подвижек, и с конца 1832 года события происходили одно за другим.
В начале мая 1832 года Николай I сделал свой выбор: он распорядился установить на нижнем спуске к Большой Неве две порфировые вазы, присланные в дар шведским королём в 1830 году, а наверху поместить на высоких пьедесталах мраморные статуи Геркулеса и Флоры из Таврического дворца.
В конце месяца самодержец меняет своё решение и далее работы ведутся по проекту Росси, 31 мая 1832 года высочайшему вниманию поданы все детали проекта.
5 июня 1832 года на Александровском чугунолитейном заводе запущена работа над фигурами львов и постаментами.
В сентябре 1832 года статуи львов были установлены на Дворцовой пристани одновременно с порфировыми вазами.
В конце 1832-начале 1833 года П. К. Клодту была поручена работа над диоскурами, но они не сместили с постамента ни львов ни вазы.
А статуи Геркулеса и Флоры в 1862 году были установлены в Александровском саду.

## Перестройки
На пристани в 1832 году были установлены медные львы и порфировые вазы.
В таком виде пристань находилась до третьей четверти XIX века: в 1873—1874 годах вазы были перенесены на Петровский спуск.
В 1875 году на набережной был устроен широкий бульвар.
Набережная носит название Адмиралтейской с 1874 года, а в 1879 году по набережной было открыто движение.
Судя по картине А. К. Беггрова набережная сильно отличалась от современного состояния: была уже и проходила значительно левее сегодняшнего положения магистрали.
Пристань же являлась доминантой береговой линии, возвышаясь на берегу Большой Невы.

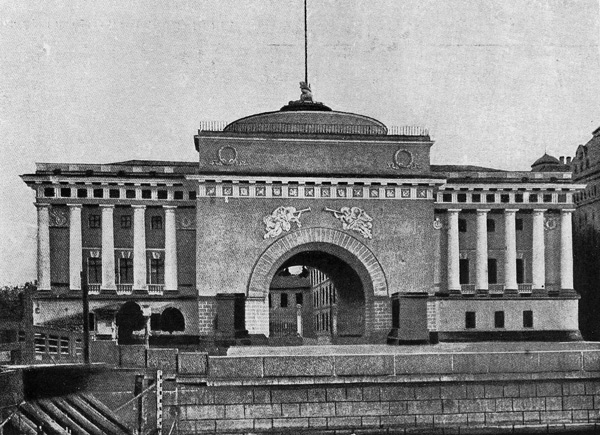
Место, на которое переносили Дворцовую пристань до 1914 года

В 1914-1916 годах пристань со львами была перемещена на ось восточного павильона Главного Адмиралтейства по причине строительства Дворцового моста. Работы по переносу пристани производил инженер А. П. Пшеницкий.
После переноса внешний вид набережной изменился, пристань была композиционно и функционально объединена с левой береговой опорой моста.
Львы находятся ниже уровня перил переправы и сейчас пристань не является доминантой береговой линии.

## Скульптура

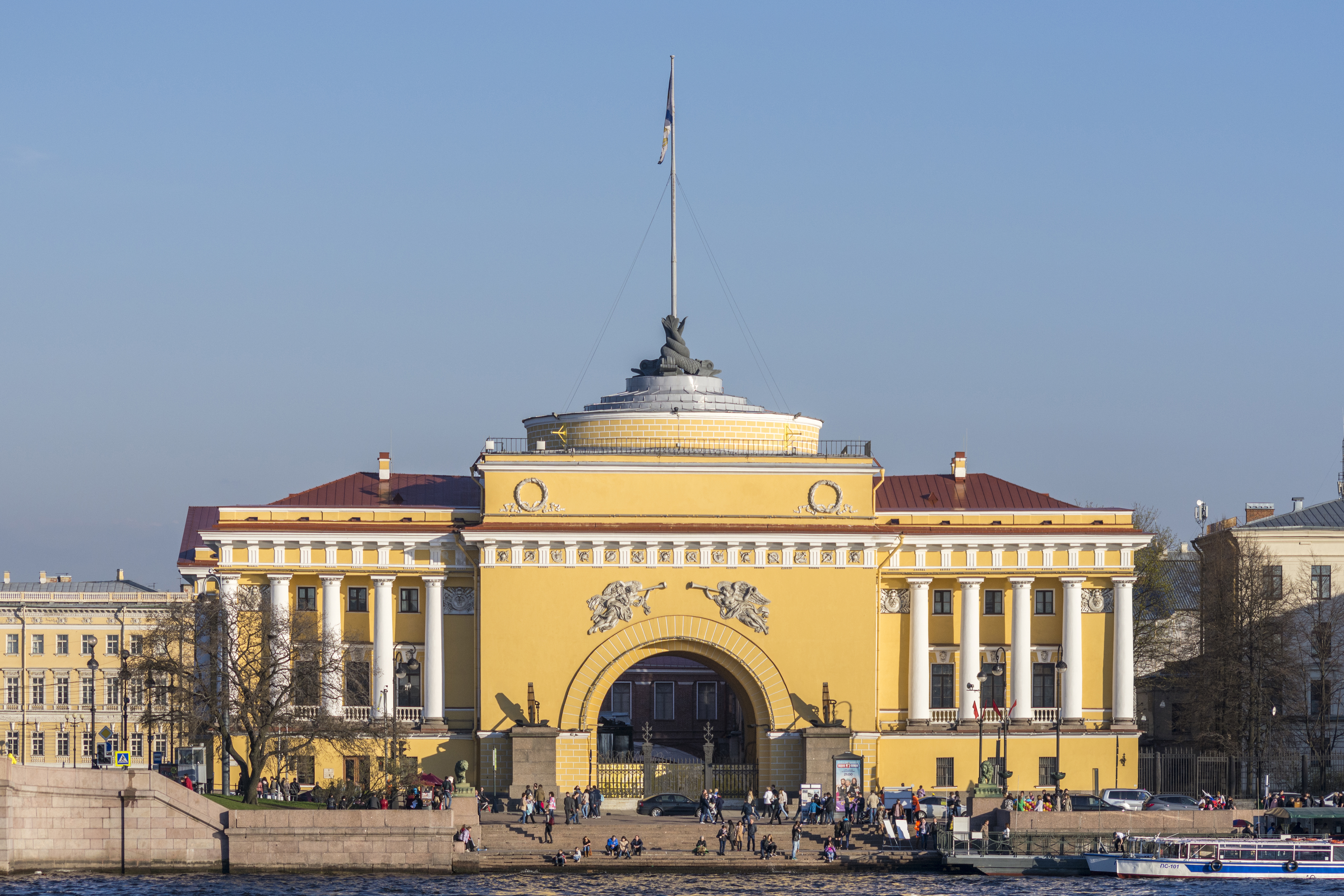
Современный взгляд на пристань с Дворцового моста

Парадные речные ворота дворца были изящно украшены.
Необходимо помнить, что эта пристань до промышленного освоения самолётов принимала большую часть гостей императорского дома, а также все религиозные обряды, проходившие на реке в присутствии высочайших особ, торжественно осуществлялись с этой пристани.

### Львы
Идея установки львов на пристани появилась в первом проекте Луиджи Руска и прошла красной нитью через все варианты оформления.
Осенью 1828 года была предпринята попытка прояснить вопрос о декоративных статуях львов для пристани.
Во всех исторических документах указывается, что рассматривалась установка точной копии флорентийских львов.

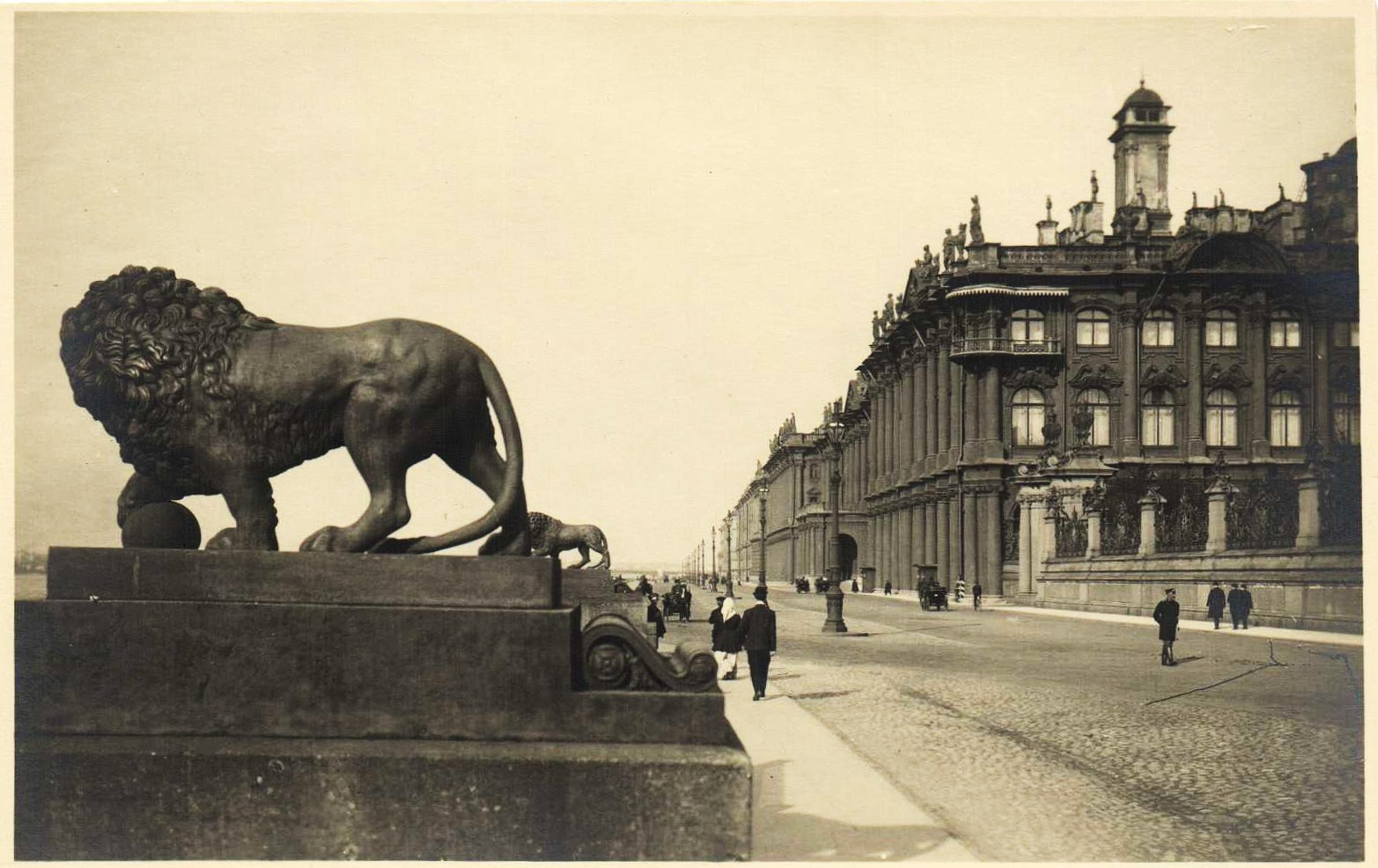
После 1902 (установлена решетка Собственного сада) и до 1914 (Дворцового моста ещё нет)

В итоге, львы были установлены на Дворцовой пристани как украшение в 1832 году.
Сейчас пристань со львами находится у восточного павильона Адмиралтейства (рядом с Дворцовым мостом).
По мнению краеведов и блогеров, эти львы являются самыми знаменитыми львами Санкт-Петербурга.

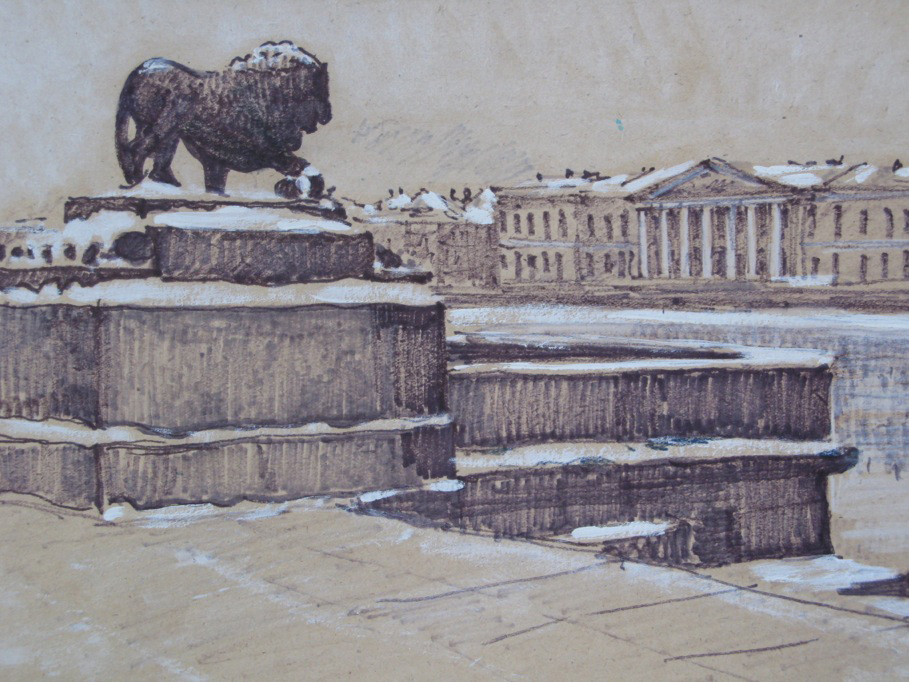
«Лев у Дворцового моста»,
худ. Хаджибаронов С. П., 1986

Львы выполнены методом чеканки из листовой меди; фигуры изготовлены в 1832 году на Александровском чугунолитейном заводе в Петербурге.
Их изготовил мастер И. Пранг по модели скульптора И. П. Прокофьева
Чугунные пьедесталы для львов отлиты на том же заводе по рисунку архитектора Л. Шарлеманя.

### Вазы
Установлены на пристани вместе со львами как украшение в 1832 году.
Две вазы выполнены из полированного порфира на Эльфдаленской гранильной фабрике в Швеции.
Чугунные пьедесталы отлиты на том же заводе и по тому же проекту, как и для львов: на Александровском чугунолитейном заводе по рисунку архитектора Л. Шарлеманя.
До установки на этом месте вазы хранились в Таврическом дворце
Вазы в 1873—1874 годах были перемещены на Петровский спуск у западного павильона Адмиралтейства (рядом с Медным всадником).
Все может статься на исходе мая —

Томится ожиданием окно.

Как хорошо молчать, все понимая,

Когда и время с нами заодно.

Слова ещё не сказаны тобою,

Не тронули сердечной глубины —

На пристани со львами, над Невою

Я слушаю признания волны.

Балтийский ветер холодит ладони,

Но пальцы обожгу о твой висок.

В душе моей как будто скрипка стонет.

А город спит, прозрачен и высок…

Сегодня небо странно зеленеет,

И почему-то — ни одной звезды.

Ночь белая становится бледнее,

Когда в глаза так долго смотришь ты.

Нам радостно вдвоем и невдомек,

Что все проходит в этой жизни сущей,

Но посмотри, как вечно одинок

Александрийский ангел, крест несущий.

## Пристань в искусстве
Само расположение парадной пристани, со стороны Адмиралтейства, обращённой к Неве и недалеко от Зимнего дворца, обусловила внимание к ней со стороны деятелей искусства.
Её изображали на своих полотнах такие мастера изобразительного искусства как Василий Садовников («Дворцовая пристань», 1840 год) и А. К. Беггов («Вид на Неву от Зимнего дворца», 1881 год).
Ленинградская поэтесса И. Н. Важинская также упомянула его в своём стихотворении совместно с белыми ночами.